# Triebelina rectangulata
Triebelina rectangulata is een mosselkreeftjessoort uit de familie van de Bairdiidae. De wetenschappelijke naam van de soort is voor het eerst geldig gepubliceerd in 1981 door Hu.